# Carlos Altés Alonso
Carlos Altés Alonso fou un futbolista de la dècada de 1920. Es desconeixen les dades de naixement i defunció, però possiblement era castellonenc.

## Trajectòria
Durant la dècada de 1920 va jugar al CD Castàlia i al CE Castelló. El febrer de 1928 fou fitxat pel RCD Espanyol, com una aposta de l'entrenador Jack Greenwell, que el coneixia del Castelló. A l'Espanyol guanyà un Campionat de Catalunya i un Copa espanyola. Després d'una temporada i mitja al conjunt blanc-i-blau, retornà al Castelló, però el 1930 tornà a Catalunya per ingressar al FC Martinenc, on jugà diverses temporades a gran nivell. El 20 d'agost de 1933 fou objecte d'un partit d'homenatge que enfrontà el Martinenc amb una selecció catalana.

## Palmarès
- Campionat de Catalunya de futbol:
  - 1928-29
- Copa espanyola:
  - 1928-29